# Eratoneura confirmata
Eratoneura confirmata är en insektsart som först beskrevs av Mcatee 1924.  Eratoneura confirmata ingår i släktet Eratoneura och familjen dvärgstritar. Inga underarter finns listade i Catalogue of Life.